# Resolutie 311 Veiligheidsraad Verenigde Naties
Resolutie 311 van de Veiligheidsraad van de Verenigde Naties was de derde van vier VN-resoluties die de Veiligheidsraad op die dag aannam. Dat gebeurde met veertien stemmen voor en één onthouding, van Frankrijk.

## Inhoud
De Veiligheidsraad:
- Merkt bezorgd de ernstiger wordende situatie in Zuid-Afrika op die voortkomt uit de apartheidspolitiek en onderdrukking.
- Heeft de verklaringen van de genodigden gehoord.
- Neemt akte van de verklaring van het Speciaal Comité over Apartheid.
- Betreurt Zuid-Afrika's pertinente weigering om de resoluties van de Veiligheidsraad over een vreedzame oplossing uit te voeren.
- Is erg bezorgd dat de situatie de internationale vrede en veiligheid verstoort.
- Bemerkt de versterking van het Zuid-Afrikaanse leger.
- Is ervan overtuigd dat dringende maatregelen moeten worden genomen om de uitvoering van zijn resoluties te verzekeren.

1. Veroordeelt Zuid-Afrika voor het doorzetten van zijn apartheidspolitiek.
2. Herhaalt zijn gekantheid tegen de apartheid.
3. Erkent de legitimiteit van de strijd der onderdrukten in Zuid-Afrika voor hun rechten.
4. Roept Zuid-Afrika op dringend alle opgesloten opponenten van de apartheid vrij te laten.
5. Roept alle landen op het wapenembargo tegen Zuid-Afrika strikt na te leven.
6. Vraagt iedereen bij te dragen aan het VN-fonds voor de slachtoffers van apartheid.
7. Prijst iedereen die meewerkt aan de opleiding van Zuid-Afrikanen en vraagt anderen hiermee te beginnen.
8. Besluit dat het een dringende kwestie is om naar nieuwe manieren te zoeken om de situatie van apartheid in Zuid-Afrika op te lossen.

## Verwante resoluties
- Resolutie 191 Veiligheidsraad Verenigde Naties
- Resolutie 282 Veiligheidsraad Verenigde Naties
- Resolutie 392 Veiligheidsraad Verenigde Naties
- Resolutie 417 Veiligheidsraad Verenigde Naties

Lijst ·  308 ·  309 ·  310 ·  311 ·  312 ·  313 ·  314 ·  315 ·  316 ·  317 ·  318 ·  319 ·  320 ·  321 ·  322 ·  323 ·  324